# 김하윤 (유도 선수)
김하윤(2000년 1월 7일~)은 대한민국의 유도 선수로 2024년 하계 올림픽에서 여자 헤비급(유도 여자 +78 kg급)과 유도 혼성 단체전 동메달을 획득하였다. 또한 세계 선수권 대회에서 금메달 1개(2025), 은메달 1개(2025), 동메달 1개(2024), 아시안 게임에서 금메달 1개(2022), 아시아 선수권 대회에서 동메달 2개(2021, 2022)를 획득했다.